# ピッサヌローク県

ピッサヌローク県
จังหวัดพิษณุโลก

- この項目は英語版を元に作成されています。

ピッサヌローク県（ピッサヌロークけん、タイ語:จังหวัดพิษณุโลก）は、タイ・北部の県の一つである。ルーイ県、ペッチャブーン県、ピチット県、カムペーンペット県、スコータイ県、ウッタラディット県と接し、ラオスとの国境も有する。地元ではピロークとも言われる。また日本語標記ではピサヌローク県とも言う。

## 地理
ピッサヌロークは「ソーンクウェー（2つの川）」と呼ばれるが、これはナーン川とクウェーノーイ川が市街地近郊で接しているからである。その他、3つの国立公園を抱える。

## 歴史
ピッサヌロークとはピッサヌ神（ヴィシュヌ）のローク（世界）と言う意味である。これはある言い伝えが元になっていると言われる。ある時チエンセーンの王はサモー山にブッダが来ている（史実上は来ていない）と聞いて、縁起なことだと考えそこへ都市（ムアン）を建設することにした。都市の建設の命を承った使者は、癸丑の月が3回目に満ちる最初の日の木曜日の朝にサモー山に到着した。ここでは聞いたとおりブッダが来ていたが、彼の弟子が2人死去していた。そこで、都市を建設すると時を同じく、彼を弔う祠を建てたという。さて、2人の使者は建設が終わると帰途に就いた。2人がチエンセーンに着いたのは最初の月が満ちる6日目朝日曜日のことだった。そこでチエンセーンの王は新都に行きブラフマーンに新都の名をどのようにすればよいかと問うた。するとブラフマーンは「ピッサヌ神がいまだ見ているうちに陛下が到着したのでピサヌロークとすればよい」と行ったそこでピッサヌロークと言う名前になったということである。
以上はあくまでおとぎ話に過ぎないが、実際にピッサヌロークはスコータイ王朝時代から主要都市として発達していた。またボーロマトライローカナート王の治世に一時アユタヤー王国の首都であり、タイ三大王の一人ナレースワン大王の故郷でもあった。

## 県章

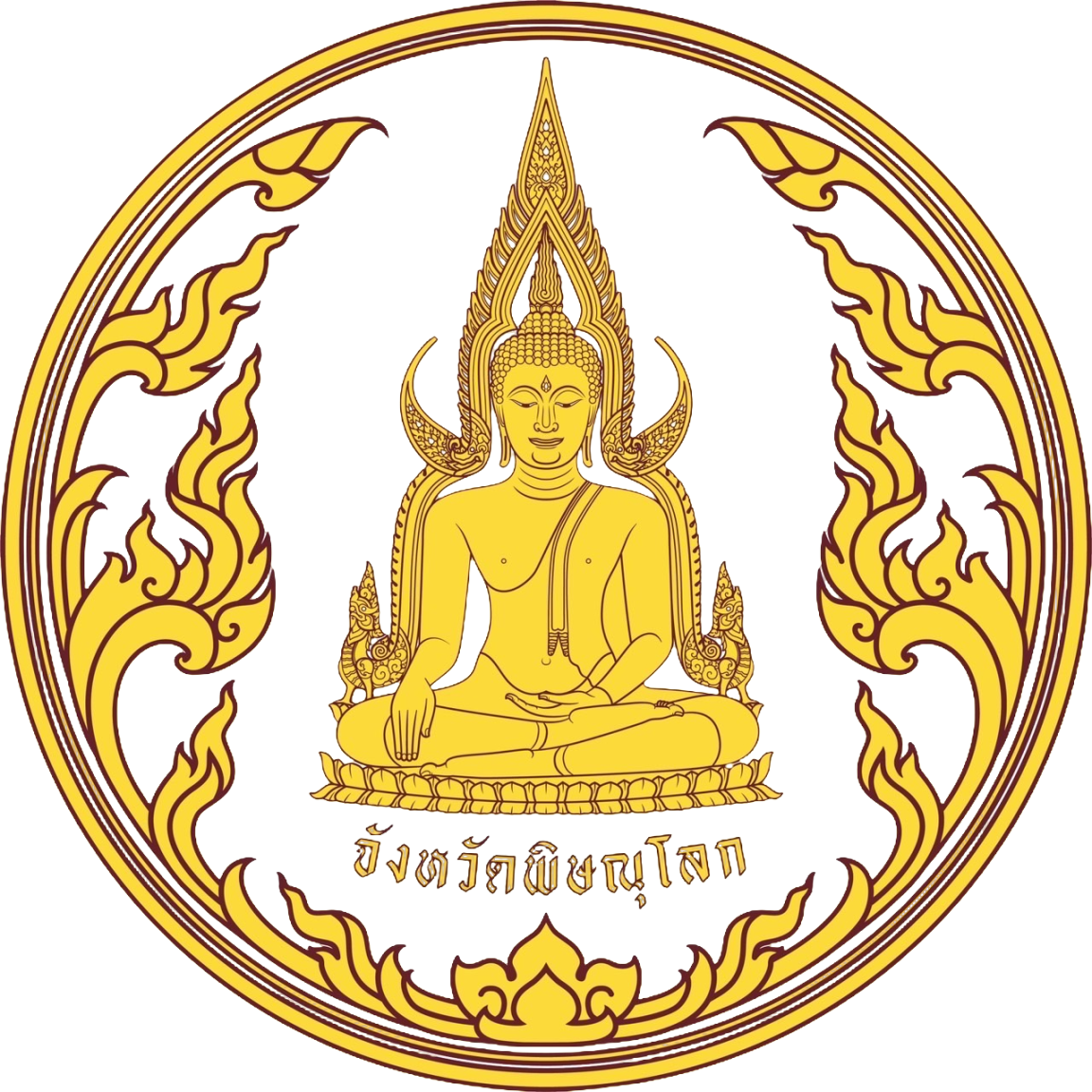
県章

県内にあるタイで一番美しいとされる仏像チナラート仏をあしらった物がデザインされている。
県花はコウエンボク（Peltophorum pterocarpum）、県木はコルクノウゼン（Millingtonia hortensis）

## 行政区
ピッサヌローク県は9の郡（アムプー）に分かれ、その下に93町（タムボン）と993の村（ムーバーン）に分かれる。
| ピッサヌローク県の郡 | 1. ムアンピッサヌローク郡（ムアン） 2. ナコーンタイ郡 3. チャートトラカーン郡 4. バーンラカム郡 5. バーンクラトゥム郡 6. プロムピラーン郡 7. ワットボート郡 8. ワントーン郡 9. ヌンマプラーン郡 |

## 出身者
- スワンニー・スコンター - 作家。ピッサロヌーク県を舞台とした自伝的エッセイも発表した。